# Професионална гимназия по електротехника и технологии
Професионална гимназия по електротехника и технологии „Георги Раковски“ Стара Загора е създадена през 1962 година като „Техникум по електротехника“.
Първата учебна година занятията се водят в новопостроената сграда на Техникума по механотехника. През следващата година е изградена и собствената сграда на техникума и занятията започват да се водят в нея. Първият директор на техникума от създаването му до 1983 година е инж. Донка Накова.
Първият випуск на техникума завършва през 1966 година. Подготвят се кадри за електроенергетиката, електроснабдяването и промишлеността от цяла Югоизточна България. Към техникума още през първите години са изградени работилници и лаборатории за подготовка по основните специалности: електроснабдяване, електрически машини и апарати, електрообзавеждане, радиотехника и други. Обучението се извършва в различни форми: редовна, задочна, вечерна и УПК, като учениците стигат в някои години до 1000.

## Възпитаници
- Кръстьо Янев: Лауреат на Димитровска награда
- проф. д-р инж. Иван КОЛЕВ: ТУ Русе
- Динко Люцканов: Лауреат на Димитровска награда
- Мария Ламбаджиева (Люцканова): Випусник и преподавател в ПГЕТ. Учител „първи клас“. Автор на 2 учебника „Електрически машини и апарати“ и носител на почетното отличие „Неофит Рилски“.
- Митко Динев: Бард и поет.
- Тодор Белчев и Божидар Колев: основатели и собственици на верига магазини „Технополис“.
- Петър Стефанов Тодоров: след завършването на ВМЕИ София става артист, мим, след 1990 работи като мим в Германия и е известен като Петер Мим: (на немски: Peter Mim).